# Неодимовый магнит

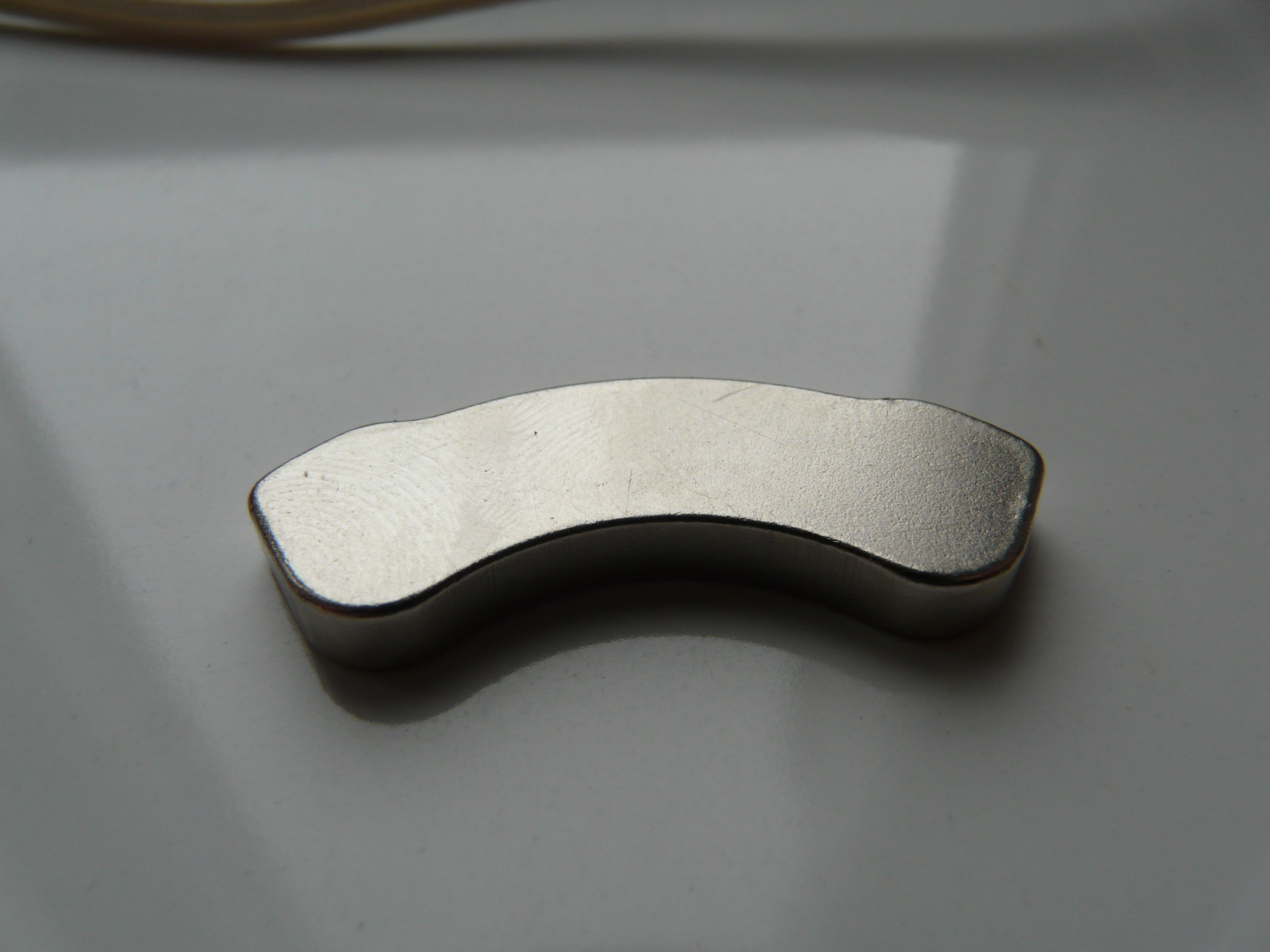
Неодимовый магнит соленоидного малоинерционного двигателя, имеющий форму дуги, перемещает блок головок жёсткого диска

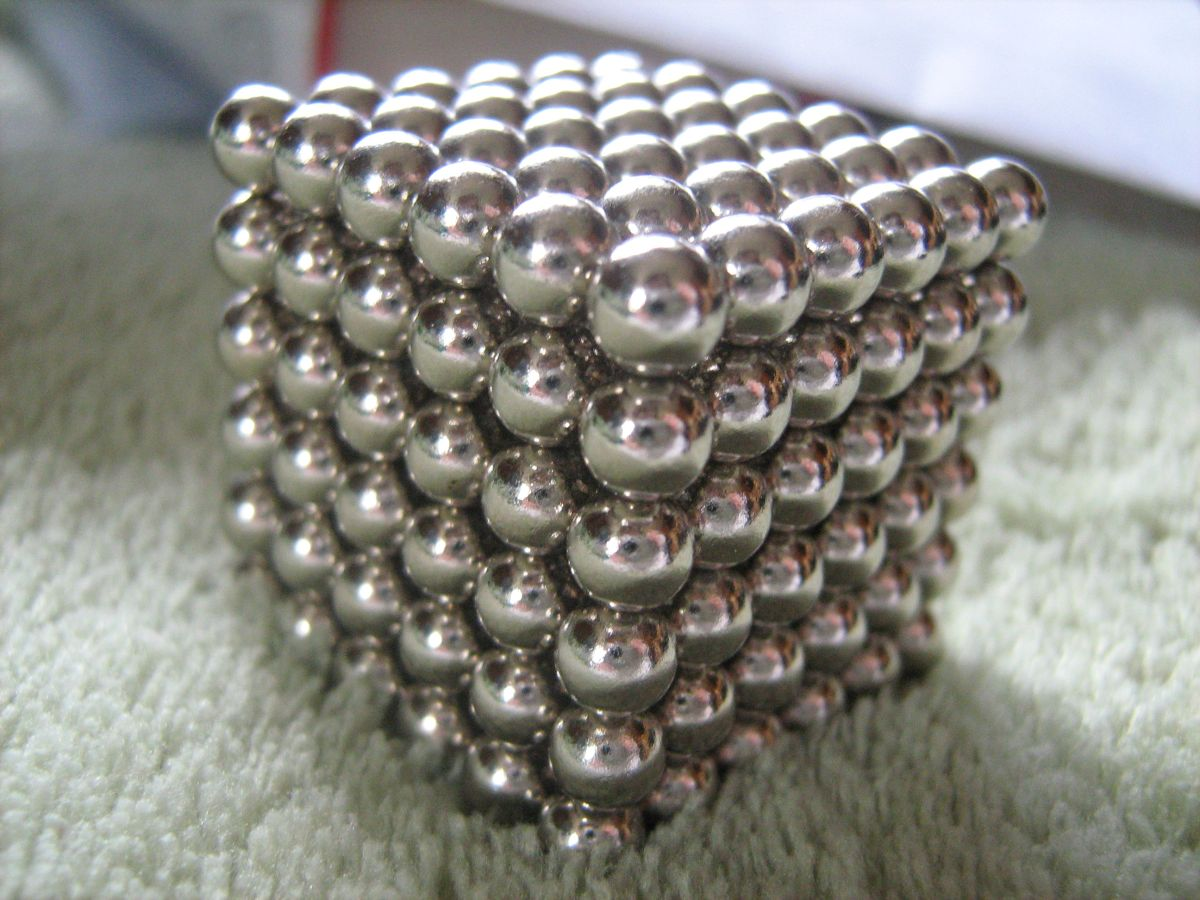
Неокуб из шарообразных неодимовых магнитов

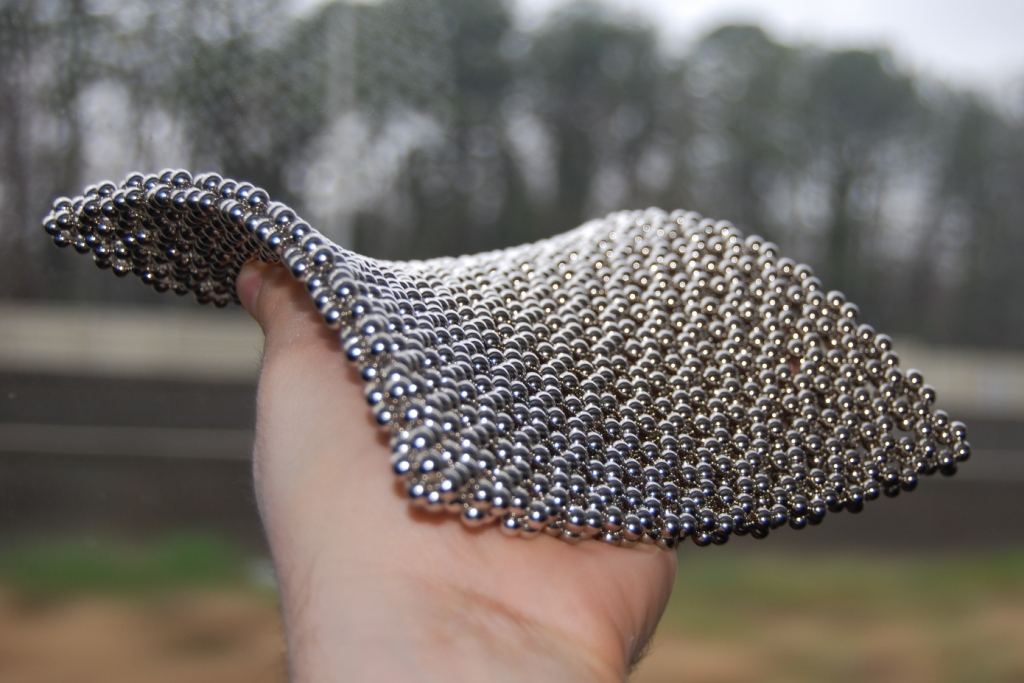
Плоская фигура, составленная из шарообразных неодимовых магнитов

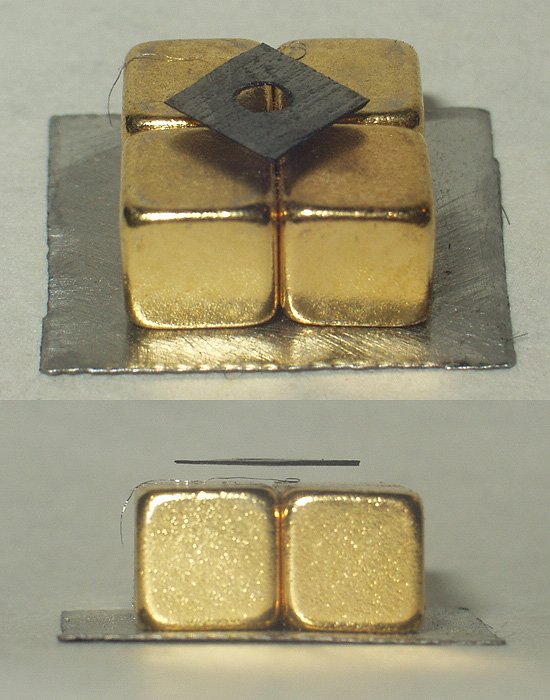
Магнитная левитация пластинки диамагнетика (пиролитического графита) над 4 кубическими неодимовыми магнитами

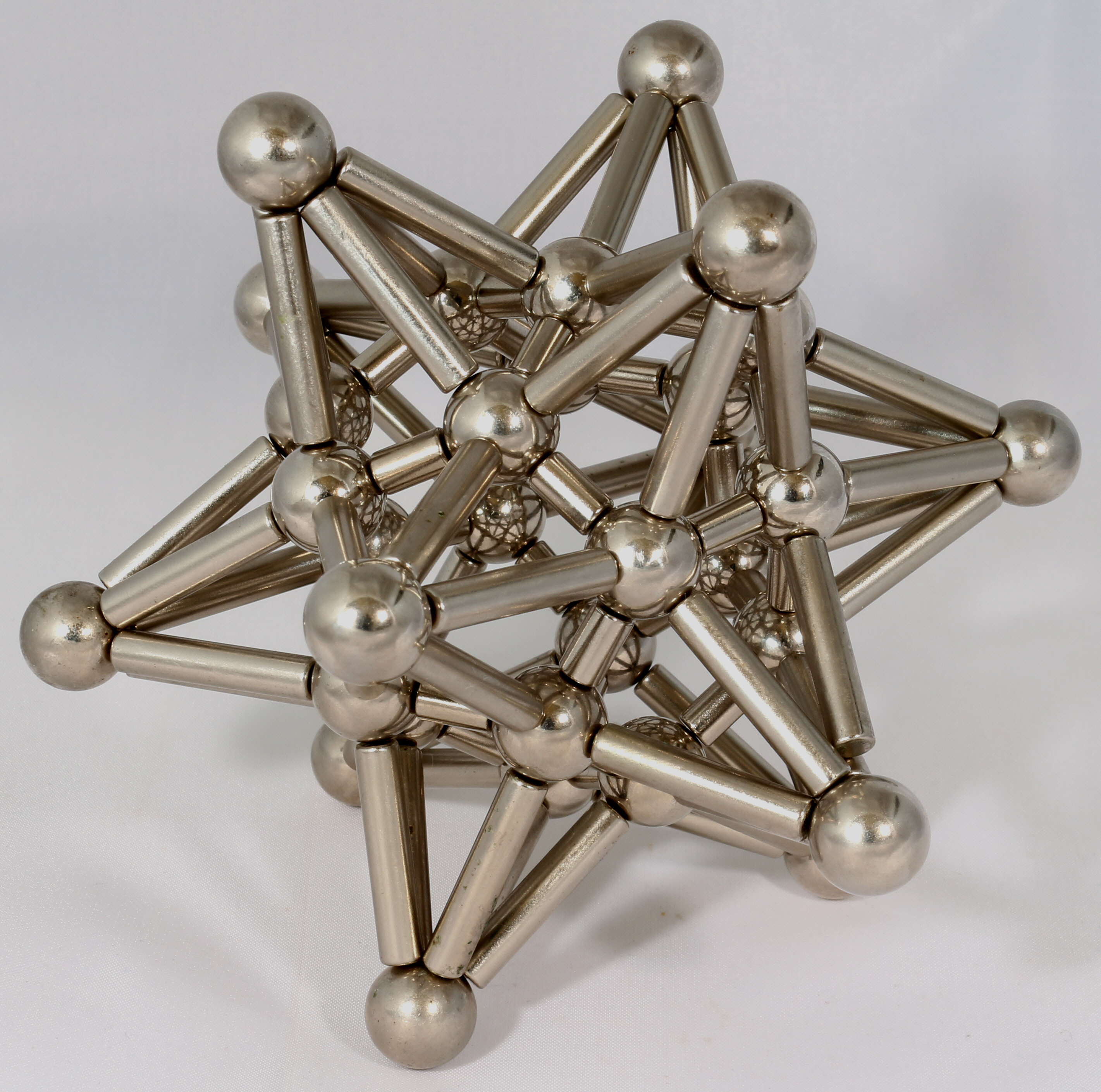
Игрушка-конструктор из неодимовых шарообразных и цилиндрических магнитов

Неоди́мовый магни́т — мощный постоянный магнит, состоящий из сплава редкоземельного элемента неодима, бора и железа. Кристаллическая структура имеет тетрагональную форму и представлена формулой Nd2Fe14B. Известен своей мощностью притяжения и высокой стойкостью к размагничиванию. Имеет металлический блеск, обусловленный покрытием (на изломе — серый), очень востребован и применяется в разных областях промышленности, медицины, в быту и электронике.

## История
В 1983 году General Motors, Sumitomo Corporation и Китайская академия наук, независимо друг от друга, создали соединение неодим-железо-бор. Мощные редкоземельные магниты, имея крошечные размеры и колоссальную магнитную индукцию, стали с тех пор наиболее эффективным материалом для магнитоизлучателей. 
Неодимовые магниты производят двумя способами: порошок, состоящий из смеси металлов, запекается в специальной печи под давлением при температуре 1200 °C либо впрыскивается в расплавленный полимер и затем формуется.
Главная их проблема — цена, значительно выросшая с 2009 года. Поскольку 95 % редкоземельных металлов добывается в Китае, и они требуются, помимо прочего, для внутренней автомобильной промышленности, то эта страна ввела квоты на экспорт. За 2011 год в связи с этим неодим подорожал в 5 раз. В 2017 году неодим на биржах вырос в цене примерно на 50 %.

## Использование
Неодимовым магнитом можно поднимать грузы до 1000 кг. Поисковым магнитом на неодимовой основе часто вылавливают из реки металлолом.
Очень часто неодимовые магниты применяются в изготовлении динамиков наушников, колонок (в основном ВЧ-головки), радио, мобильных телефонов, смартфонов, планшетов и т. п. для большей громкости динамика.
Неодимовые магниты используются в производстве жёстких дисков для компьютеров; обычно такие магниты имеют форму дуги.
Используются в системе фокусировки лазера в DVD-приводах в форме небольшого куба.
Компании, которые строят генераторы с магнитным возбуждением, в основном используют именно их, поскольку мощность генератора напрямую зависит от силы используемого магнита.
Производители масляных фильтров применяют неодимовые магниты для задержания металлической стружки из нефтепродуктов.
Устройства металлодетекторов также содержат эти магниты.
В медицине неодимовые магниты используются в аппаратах для магнитно-резонансной томографии.

## Стойкость
Неодимовые магниты теряют 0,1—2 % своей намагниченности за 10 лет.
Неодимовые магниты подвержены коррозии, поэтому часто покрыты никелем. 
Они не любят нагрев даже больше, чем альнико; марка N выдерживает до 80 °С, марка M — до 100 °С, марка EH — до 200 °С. 
Удары и деформации также могут ослабить магнит.
В маркировке магнитов, кроме буквы, имеется и числовой индекс класса магнита (к примеру, N52), который означает магнитную энергию и часто обозначается в мегагаусс-эрстедах (1 мегагаусс-эрстед ≈ 8 килоджоуль/м3 ≈ 0,8 кгс).